# Pilopogon richardii
Pilopogon richardii là một loài Rêu trong họ Dicranaceae. Loài này được (Brid.) Broth. miêu tả khoa học đầu tiên năm 1901.